# Passion simple
Passion simple és una pel·lícula eròtica dramàtica del 2020 escrita i dirigida per Danielle Arbid, basat en la novel·la autobiogràfica homònima de 1992 d'Annie Ernaux. La pel·lícula és protagonitzada per Laetitia Dosch i Sergei Polunin, amb Lou-Teymour Thion, Caroline Ducey, Grégoire Colin i Slimane Dazi. La trama segueix un professor universitari divorciat (Dosch) que comença una intensa aventura amb un diplomàtic més jove i casat (Polunin).
La pel·lícula es va estrenar al Festival Internacional de Cinema de Toronto el 19 de setembre de 2020 com a part del programa Industry Selects. Es va estrenar als cinemes l'11 d'agost de 2021 a França per Pyramide Distribution i a Bèlgica per O'Brother Distribution. La pel·lícula va rebre crítiques diverses de la crítica, que van criticar el guió d'Arbid, l'actuació de Polunin i la banda sonora, però van elogiar l'actuació de Dosch i la fotografia.

## Argument
La professora de literatura i mare divorciada Hélène viu als suburbis de París amb el seu fill preadolescent, Paul. Comença una aventura apassionada amb Alexandre, un diplomàtic rus més jove, casat, destinat a l'Ambaixada de Rússia que va conèixer en una festa a Porto. Els dos es reuneixen regularment per a les cites de la tarda a casa seva. L'Alexandre, que acostuma a ser fred i evasiu, només visita l'Hélène quan li convé i li indica que no es posin mai en contacte amb ell, sobretot quan se'n va a passar temps amb la seva dona. Sovint es troba esperant saber d'ell i, amb el temps, s'obsessiona amb ell.
La millor amiga i confident d'Hélène, Anita, creu que la seva aventura està condemnada al fracàs, ja que Alexandre està casat i tornarà a Rússia, alhora que suggereix que Hélène està "enamorada de l'amor mateix". Quan l'Alexandre anuncia que estarà fora unes quantes setmanes amb la seva dona, Hélène porta un Paul reticent en un viatge improvisat a Florència. Mentre visita una església sola, plora i és consolada per un desconegut. De tornada a París, l'Hélène rep una trucada d'Alexandre que li demana trobar-se. Després del sexe, tenen una breu discussió quan ell la renya per portar una faldilla curta.
L'Alexandre de tant en tant comparteix detalls personals sobre ell mateix amb Hélène, parlant-li dels seus pares i revelant que viu al carrer Tverskaia a Moscou. En una trobada posterior, Hélène professa el seu amor per Alexandre durant el coit, encara que ell no respon. Poc després, quan l'Alexandre torna a dir a Hélène que no es posin en contacte amb ell perquè estarà fora amb la seva dona, ella li suplica que es quedi, però el seu comportament l'enfada i se'n va. Després d'una conversa amb l'Anita, que va recriminar a Hélène per ser massa submisa a l'Alexandre, Hélène es nega a deixar-lo entrar durant la seva propera visita, però ella és incapaç de resistir-s'hi i els dos s'entenen.
Després de no saber res d'Alexandre durant un temps, Hélène truca a l'ambaixada i ell s'organitza per trobar-se amb ella a l'habitació d'un hotel l'endemà. Quan no es presenta, ella telefona a la seva oficina però se li informa que ha tornat a Moscou. Posteriorment s'enfonsa en la depressió, fins al punt de descuidar Paul i els seus compromisos laborals. L'exmarit de l'Hélène, que passa a recollir en Paul, li recorda amb duresa les seves responsabilitats com a mare. Durant una sessió amb el seu psiquiatre, confessa que va volar a Moscou durant un dia, vagant pel carrer Tverskaia amb l'esperança de trobar-se amb l'Alexandre.
Vuit mesos després, Hélène mira Paul jugar a futbol, després d'haver recuperat el control de la seva vida aparentment. Una nit, se sorprèn quan l'Alexandre la truca per anunciar-li que ve. Per tal d'estar sola amb ell, ràpidament envia en Paul a passar la nit a casa d'un amic. Després de tenir sexe, Hélène s'ofereix a portar l'Alexandre de tornada al seu hotel. En el camí, es pregunta si es tornaran a veure, suposant que la seva aventura s'ha acabat. En arribar a l'hotel, l'anomena "amor meu" i entra dins. Una Hélène amb els ulls plorosos mira com l'Alexandre desapareix de la vista i després marxa.

## Repartiment
- Laetitia Dosch com Hélène
- Sergei Polunin com a Alexandre
- Lou-Teymour Thion com a Paul
- Caroline Ducey com a Anita
- Grégoire Colin com a exmarit d'Hélène
- Slimane Dazi com a psiquiatra

## Producció
Fotografia principal va començar el 19 de gener de 2019 i va concloure el 5 de març d'aquell any, amb el rodatge a París i la regió circumdant, així com a Lió, Florència i Moscou.

## Estrena
Passion  simple es va estrenar originalment al 73è Festival de Cinema de Canes, abans de la seva cancel·lació degut a la pandèmia de COVID-19. En canvi, la pel·lícula es va estrenar al Festival Internacional de Cinema de Toronto el 19 de setembre de 2020 com a part del programa Industry Selects. També es va projectar al Festival Internacional de Cinema de Sant Sebastià 2020, el 25è Festival Internacional de Cinema de Busan, el 16è Festival de Cinema de Zuric, el 42è Festival Internacional de Cinema de Moscou, i al Festival de Cinema de Sydney de 2020.
La pel·lícula es va estrenar en cinemes l'11 d'agost de 2021 a França per Pyramide Distribution i a Bèlgica per O'Brother Distribution. Va estar disponible per reproduir-se al Regne Unit a Curzon Home Cinema el 5 de febrer de 2021, i Strand Releasing li va donar una estrena limitada als Estats Units el 21 de gener de 2022.

## Recepció crítica
Al lloc web de l'agregador de ressenyes Rotten Tomatoes, Passion simple té una puntuació d'aprovació del 59% basada en 27 ressenyes, amb una puntuació mitjana de 6,3/10. El consens dels crítics del lloc web diu: "Passion simple la història més aviat insignificant s'eleva pel treball destacat de Laetitia Dosch en el paper central." Metacritic, que utilitza una mitjana ponderada, va assignar a la pel·lícula una puntuació de 57 sobre 100, basada en 11 crítics, indicant ressenyes "mixtes o mitjanes".
Huw Oliver de Time Out, que va qualificar la pel·lícula amb quatre estrelles de cinc, va escriure que, tot i que "[l]l]únic error real és la banda sonora", "el carisma de Dosch i l'estil fluid d'Arbid són suficients per transmetre tota la intensitat d'aquesta particular histoire d'amour." Sophie Brown de Sight and Sound va elogiar la direcció de cinema i la banda sonora d'Arbid mentre comparava la direcció i la banda sonora d'Arbid amb pel·lícules de la dècada de 1980 d'Éric Rohmer, especialment Boyfriends and Girlfriends (1987)
praised Arbid's direction and the soundtrack, while comparing the cinematography to that of director Éric Rohmer's 1980s films, particularly L’amic de la meva amiga (1987). Peter Bradshaw de The Guardian va donar a la pel·lícula tres estrelles de cinc, considerant-la com un "estudi francès sensible de l'obsessió eròtica". Qualificant la pel·lícula amb vuit de deu, Kyle Bain de Film Threat va felicitar la fotografia de Pascale Granel i les escenes de sexe, afegint que "hi ha una manca de substància real a Simple Passion, però el sexe aconsegueix omplir aquest buit fins a cert punt i mantenir la pel·lícula a flote."
Guy Lodge de Variety va veure la pel·lícula com "un estudi imperfecte, però cristal·linament convincent, del desig obsessiu i finalment debilitant que honra la seva font amb una mirada femenina sense parpellejar", tot i que va criticar la banda sonora i va trobar que "la narració d'Arbid comença a girar una mica repetidament a la segona meitat de la pel·lícula". Jonathan Romney de Screen Daily va criticar la "banda sonora pop sense imaginació" i va declarar: "Tot i que no és avantguardista, la pel·lícula mostra una audàcia considerable, sexual i formal, però també una certa brillantor d'estil de vida: un equilibri incòmode que probablement soscava el seu atractiu, ja sigui per als sectors més exigents de l'art o del sector més exigent de francòfils més convencionals." Glenn Kenny de The New York Times va escriure, va escriure: "Tot i que es manté una perspectiva femenina incondicional, Passion simple segueix un arc tan estàndard que es podria anomenar banal."
Graham Fuller de The Arts Desk va comentar: "És una llàstima la tensió creada pel febril pas de deux [d'Hélène i Alexandre] i les tortuoses conseqüències es dissipen per la terrible selecció de cançons pop no diegètiques  afegides a la banda sonora." Katie Walsh de Los Angeles Times va concloure que "[hi] hi ha possibilitats de dir molt més sobre el sexe, l'amor, la parella, el feminisme i els canvis de costums sexuals entre les cultures, però Passion simple deixa que els cossos parlin i, al cap d'un temps, se'ls queden sense coses per dir." Diego Semerene de Slant Magazine va donar a la pel·lícula quatre estrelles i mitja i va criticar l'adaptació d'Arbid de la novel·la d'Ernaux, afirmant: "En lloc d'intentar traduir l'estranya habilitat d'Ernaux per connectar visceralment els lectors amb la desesperació d'Hélène, a través de l'afecte o l'estat d'ànim, la pel·lícula d'Arbid es basa fredament en les situacions narratives de la novel·la".
Dosch va obtenir elogis de la crítica per la seva actuació. Brown i Romney la van elogiar com a "excel·lent", mentre que Bradshaw va escriure que "aporta una humanitat i una sensibilitat meravelloses al paper".Lodge va declarar: "En el seu paper més ric des que va aparèixer a Jeune Femme del 2017, [Dosch] no reté res físicament, però és el seu rostre, que registra constantment les marees internes canviants de desig, decepció i devastació, el que ens sosté el que ens sosté. Christy Lemire de RogerEbert.com va trobar que "el rendiment físic i emocional brut de Dosch ens atrau i ens manté enganxats." Tim Robey de The Daily Telegraph va comentar que "el poder de l'actuació de Dosch és tal que estàs absolutament absort". D'altra banda, l'actuació de Polunin va ser rebuda desfavorablement per la crítica, que va considerar que la seva actuació no estava a l'igual de la de Dosch.